# Somogyi Zsigmond
Somogyi Zsigmond (Paks, 1888. október 2. – Budapest, Józsefváros, 1970. december 14.) belgyógyász, venerológus, egészségügyi főtanácsos, egyetemi magántanár, az orvostudományok kandidátusa (1951).

## Élete
Somogyi Zsigmond (1855–1911) járási tisztiorvos és Bun Anna (1866–1922) fiaként született református családban. Testvére Somogyi Jenő (1895–1960) vegyészmérnök.
Középiskolai tanulmányait a Szekszárdi Állami Főgimnáziumban végezte. 1911-ben a Budapesti Tudományegyetemen avatták orvosdoktorrá. Az 1910. évi nyári félévet a Berlini Egyetemen hallgatta, s közben asszisztensként a Joseph-féle bőrgyógyászati poliklinikán dolgozott.
1908 és 1910 között az Élettani Intézet díjtalan demonstrátora, 1911-től a Bőr- és Bujakórtani Intézet (Bőr- és Nemikórtani Klinika) díjtalan gyakornoka volt. Az első világháborúban katonai szolgálatot teljesített mint ezredorvos. Több kitüntetésben részesült: ezüst és a bronz Signum Laudis a kardokkal, a Vöröskereszt II. osztályú érdemkeresztje, Károly-csapatkereszt. Leszerelése után hosszabb tanulmányutat tett külföldön, amelynek során több orvoskongresszuson tartott előadást.
1919 szeptembere és 1928 között ismét a Klinikán működött, ahol tanársegédi kinevezést kapott. Ez idő alatt 17 dolgozata jelent meg magyar és német szaklapokban.
1920-tól az Egyetemi (Országos) Szociálpolitikai Intézet Egészségügyi Osztályának vezető főorvosa volt. Vezetése alatt az orvosi létszám megnégyszereződött. Az intézetben megszervezték az egészségügyi nevelés, a nemibeteg-gondozás és bőrgyógyászati szakrendelést és népszerűsítő előadásokkal igen eredményes munkásságot fejtettek ki. 1921-től a Szövetkezetek Erzsébet Kórháza bőrgyógyász főorvosaként is működött.
1924-ben Győry Tibor államtitkártól azt a megbízást kapta, hogy az Országos Közegészségügyi Egyesületben szervezze meg a nemibetegség elleni küzdelem hathatós módszerét. Kezdeményezésére alakult meg az Országos Antiveneriás Bizottság, amelynek évekig társelnöke volt.
1930-ban elnyerte a népjóléti miniszter előterjesztésére a közegészségügyi szolgálat terén kifejtett eredményes működése elismeréséül az egészségügyi tanácsosi címet. Nyolc évvel később egészségügyi főtanácsossá nevezték ki. A Magyar Dermatológiai Társulat alapitó tagja, illetőleg 1944-ig titkára volt.  
1946-ban budapesti Pázmány Péter Tudományegyetemen a Nemibetegségek kórtana és sociális hygienéje című tárgykörből egyetemi magántanárrá habilitálták. 1956-ig vezette az ő általa alapított Újpesti Nemibeteg Gondozót. 1956-tól 1965-ig, nyugdíjazásáig a budapesti Bőr- és Nemibeteg Gondozó Intézet igazgató főorvosa volt. Nyugdíjasként, 1965-től az Intézet szaktanácsadójaként tevékenykedett.   
Felesége Greiner Erzsébet (1898–?) volt, Greiner József és Polák Jozefin lánya, akivel 1919. július 3-án Budapesten, a Terézvárosban kötött házasságot.
A budapesti Farkasréti temetőben nyugszik.

## Művei
- A fénnyel gyógyítás a modern physika megvilágításában. (Budapesti Orvosi Újság, 1920, 7.)
- Bőrtuberculosis és tüdőtuberculosis. (Orvosi Hetilap, 1921, 49.)
- Tapasztalatok a partigén-eljárással bőrtuberculosis esetében. (Orvosi Hetilap, 1923, 4.)
- A lupus erythematodes kérdésének mai állása. (Orvosi Hetilap, 1925, 37.)
- A vérsavó fehérjéinek változásai syphilisnél. (Orvosi Hetilap, 1927, 6.)
- A fibrinogen meghatározásáról. (Orvosi Hetilap, 1927, 17.)
- Lumbalpunctio járóbetegeken. (Orvosi Hetilap, 1927, 18.)
- A Wassermann-reactio provokálásáról. (Orvosi Hetilap, 1929, 42.)
- Tapasztalatok a Kiss-féle praecipitatióval és activ savóval történő komplementkötéssel. Polónyi Pállal. (Orvosi Hetilap, 1930, 33.)
- Őszülés lázas betegség után. O. Dahmen-nel. (Orvosi Hetilap, 1932, 49.)
- A kongenitalis syphilis késői megnyilvánulásai. (Munkaügyi Szemle, 1934)
- A culicoides szunyogfaj csípése okozta bőrelváltozás. (Orvosi Hetilap, 1937, 13.)
- A nemibetegségek elleni küzdelem a gyakorlóorvos szempontjából. (Gyógyászat, 1940, 7.)
- A székesfőváros anya- és csecsemő-védelmének vezetése. (Orvosi Hetilap, 1942, 17.)
- Budapest Székesfőváros Anya- és Kisdedvédelmi Intézete nemibeteg-gondozójának első évi működése. (Orvosok Lapja, 1947, 21.)
- Foglalkozás és pyodermia. (Orvosok Lapja, 1947, 24.)
- A rehabilitatio a dermatologia gyakorlatában. (Orvosi Hetilap, 1956, 41.)

## Díjai, elismerései
- Magyar Köztársasági Érdemérem arany fokozata (1948)[10]
- Munka Érdemrend arany fokozata (1969)